# Fantom
Fantom — об'єктно-орієнтована мова програмування загального призначення, створена Браєном і Енді Френком (Brian Frank, Andy Frank), яка компілюється в Java Runtime Environment (JRE), JavaScript і .NET Common Language Runtime (CLR). Головною метою є надання стандартного API, який абстрагує від питання в якому оточенні буде виконуватися код: в JRE або CLR. Мова підтримує функціональне програмування через замикання і багатопоточність через а́ктори.

## Приклад
Приклад класичної програми «Hello world», написаний на Fantom:
```
// Hello from Fantom!

class
 
HelloWorld

{

  
static
 
Void
 
main
()

  
{

    
echo
("
Hello, World!
")

  
}

}

```

Синтаксис багато в чому схожий на Java і C#.
Зверніть увагу, що «Void» написано з великої літери. Це тому, що Void є класом — в Fantom немає примітивних типів, все є об'єктами.
В кінці рядків не потрібно ставити крапку з комою.